# 포커 27 프렌드십
포커 27(Fokker 27 Friendship)은 네덜란드의 포커가 설계되고 제작한 터보프롭 항공기이다. 과거에는 대한항공과 전일본공수가 여객기로 보유한 적이 있었던 항공기 기종이기도 하며 지금 쯤으로 치면 ATR 42보다 약간 크며, ATR 72와 비슷한 터보프롭 항공기이다. 일본항공기제조 YS-11과의 경쟁 관계가 있는 항공기이다.

## 설계 명세서
- 승무원: 2 ~ 3 명
- 수용 인원: 52-56 명의 승객
- 길이: 25.06 m (82 ft 2½ in)
- 날개 길이: 29.00 m (95 ft 1 in)
- 높이: 8.72m (28ft 7¼ in)
- 넓은 면적: 70.07 m² (754 ft²)
- 자체 중량: 11,204 kg (24,650 lb)
- 최대 적재 중량: 19,773 kg (43,500 lb)
- 동력 : 2x 롤스 로이스 다트 Mk.532-7 터보프롭 엔진, 각각 1,678kW (2,250 eshp)
- 최대 속도: 518 km / h (280 mph, 322 mph) 및 20,000 ft (6,100 m)
- 항속 거리: 1,826km (986 nm, 1,135 mi)
- 상승 속도: 7.37 m / s (1,450 ft / min)

## 여담
과거 대한항공이 1980년대 중반 당시 강릉공항에서 김포국제공항으로 비행하게 되었을 때 F27 비행기가 이륙하고 있는 모습을 가진 유튜브 영상이 뒤늦게 공개되어 있었지만 당시의 강릉공항은 활주로가 속초공항과 유사하거나 포장 문제 등을 이유로 100인승 이하의 소형 항공기만 이착륙이 가능한 것으로 보이게 되며, 강릉공항에서의 당시 항공 노선이 서울행밖에 없었던 것으로 나왔다. 김포공항을 거쳐 다시 다른 국내선(제주도, 광주, 여수, 진주, 부산, 대구, 울산 등)으로 갈아타는 등 시간적인 문제가 지금과 거의 비슷한 것으로 나왔다.

## 경쟁 기종
- 일본항공기제조 YS-11
- ATR 42

## 후속 및 유사 기종
- 포커 50
- 봄바디어 Q시리즈
- ATR 72
- 더글러스 DC-4

## 같이 보기
- 포커 50
- 안토노프 An-24